# Рагална
Рага̀лна (на италиански: Ragalna, на сицилиански Rahanna, Рахана) е малко градче и община в Южна Италия, провинция Катания, автономен регион и остров Сицилия. Разположено е на 830 m надморска височина. Населението на общината е 3649 души (към 2010 г.).
В общинската територия се намира част от вулкана Етна. Главният център на общината се намира в подножието на планината.
До 1985 г. Рагална е част от община Патерно.